# Magnus Jacobsen
Magnus Jacobsen est un footballeur féroïen né le 23 mai 2000 à Hoyvík. Il joue au poste de milieu de terrain au HB Tórshavn.

## Biographie

### En club
Formé au B36 Tórshavn, il intègre l'équipe première lors de la saison 2017-2018. La saison suivante, il part au Portugal avec le Paços de Ferreira mais il ne joue qu'avec les catégories des jeunes, avant de revenir lors de la saison 2019-2020 au B36 Tórshavn.

### En sélection
Avec les moins de 17 ans, il participe au championnat d'Europe des moins de 17 ans en 2017. Lors de cette compétition organisée en Croatie, il joue deux matchs. Avec un bilan peu reluisant de trois défaites, 13 buts encaissés et aucun but marqué, les Îles Féroé ne dépassent pas le premier tour du tournoi.
Par la suite, en 2018, il officie à plusieurs reprises comme capitaine de l'équipe des moins de 19 ans.
Il reçoit sa première sélection avec les Îles Féroé le 11 novembre 2020, lors d'une rencontre amicale face à la Lituanie (défaite 2-1).